# Little Angels of Luck
Little Angels of Luck é um filme mudo norte-americano de 1910 em curta-metragem, do gênero drama, dirigido por D. W. Griffith.